# Juan Macho Moreno
Juan Macho Moreno (Riba de Saelices, 28 de diciembre de 1848-Alicante, 28 de mayo de 1912), maestro y pedagogo.

## Trayectoria.
Macho Moreno realiza los estudios de magisterio en la Escuela Normal de Soria, durante los cursos de 1866 hasta 1898, con nota final de sobresaliente; y alcanza el título superior en la Escuela Central de Madrid, durante los cursos de 1870 hasta 1872. En el año 1875 obtiene el certificado de habilitación para las enseñanzas especiales de sordomudos y ciegos.
Con licencia especial, por no cumplir la edad estipulada de veinte años, accede a la escuela de Fuentepinilla el 26 de septiembre de 1868. Sus destinos como maestro de enseñanza elemental son Hiendelaencina, San Leonardo, Quintanar de la Sierra, Torrelaguna y Alcalá de Henares. En el año 1890 oposita y obtiene la plaza de regente de la Escuela Anexa de la Normal de Cuenca.
El R.D. de 19 de junio de 1890 crea la Escuela Normal de Puerto Rico. Macho Moreno oposita a una de las cinco plazas de la Normal de Maestros de Puerto Rico, publicándose su nombramiento por R.O. de 7 de marzo de 1891, detallandose el siguiente currículo:
Juan Macho Moreno. Se le expidió título de Maestro de Primera Enseñanza Normal en 26 de junio de 1872. Posee el certificado de aptitud para las enseñanzas especiales de Sordomudos y de ciegos. Desempeña en la actualidad por oposición la Regencia de la Escuela práctica agregada a la Normal de Maestros de Cuenca. Ha desempeñado por oposición la Escuela Pública de Alcalá de Henares 2 años, un mes y 12 días. Tiene verificadas 11 oposiciones a diferentes Escuelas, habiéndosele aprobado los ejercicios y obtuvo Escuelas en la mayor parte de ellas. Es autor de varias obras publicadas y aprobadas para texto con informe del Consejo de Instrucción Pública. Reúne de servicios en Escuelas Públicas por oposición y por concurso 20 años, 10 meses y 16 días . 
Durante los años de docencia en Puerto Rico, imparte clases en las Normales de Maestros y Maestras, ejerce de bibliotecario, es nombrado inspector de primera enseñanza del Distrito Norte. Permanece en Puerto Rico hasta la pérdida de la colonia en octubre de 1898, siendo nombrado, junto con el resto de profesores y profesoras de Puerto Rico y Cuba, excedente.
De regreso a la península, es nombrado profesor de la Escuela Normal Superior de Alicante por la R O. de 22 de junio de 1899, con el sueldo anual de 3.000 pesetas; y director de la misma por Orden de la Dirección General de Instrucción Pública de 18 de octubre de 1899.

## Cese de la dirección de la Escuela Normal Superior de Alicante.
Cesa de la dirección de la Escuela Normal Superior de Magisterio de Alicante por R O. de 11 de enero de 1909, a consecuencia de diversas denuncias sobre su comportamiento autoritario; por la denuncia ejercida por el diario alicantino La Voz de Alicante, por el trato ejercido desde El Faro del Magisterio hacia la maestra Regina Pérez; y por el castigo impuesto al conserje Miguel Panadés. Todo ello, unido a la presión del conservadurismo de la capital, provoca el cese en la dirección.
El magisterio de la provincia de Alicante y nacional se rebela contra lo que considera una afrenta al ejemplar maestro y profesor. De las manifestaciones expresadas y de la cena de desagravio, celebrada en el Hotel Samper de la capital, se edita un libreto titulado "Crónica de una cesantía" (Tipografía Antonio Reus, 1908).

## Nuevo nombramiento de director de la Escuela Normal Superior de Alicante.
Con el nombramiento del Conde de Romanones, como ministro de Instrucción Pública y Bellas Artes, el 9 de febrero de 1910, se accede a las intensas peticiones de José Francos Rodríguez, para que se nombre nuevamente a Macho Moreno director de la Escuela Normal, lo que se realiza por R.O. en fecha 18 de marzo.

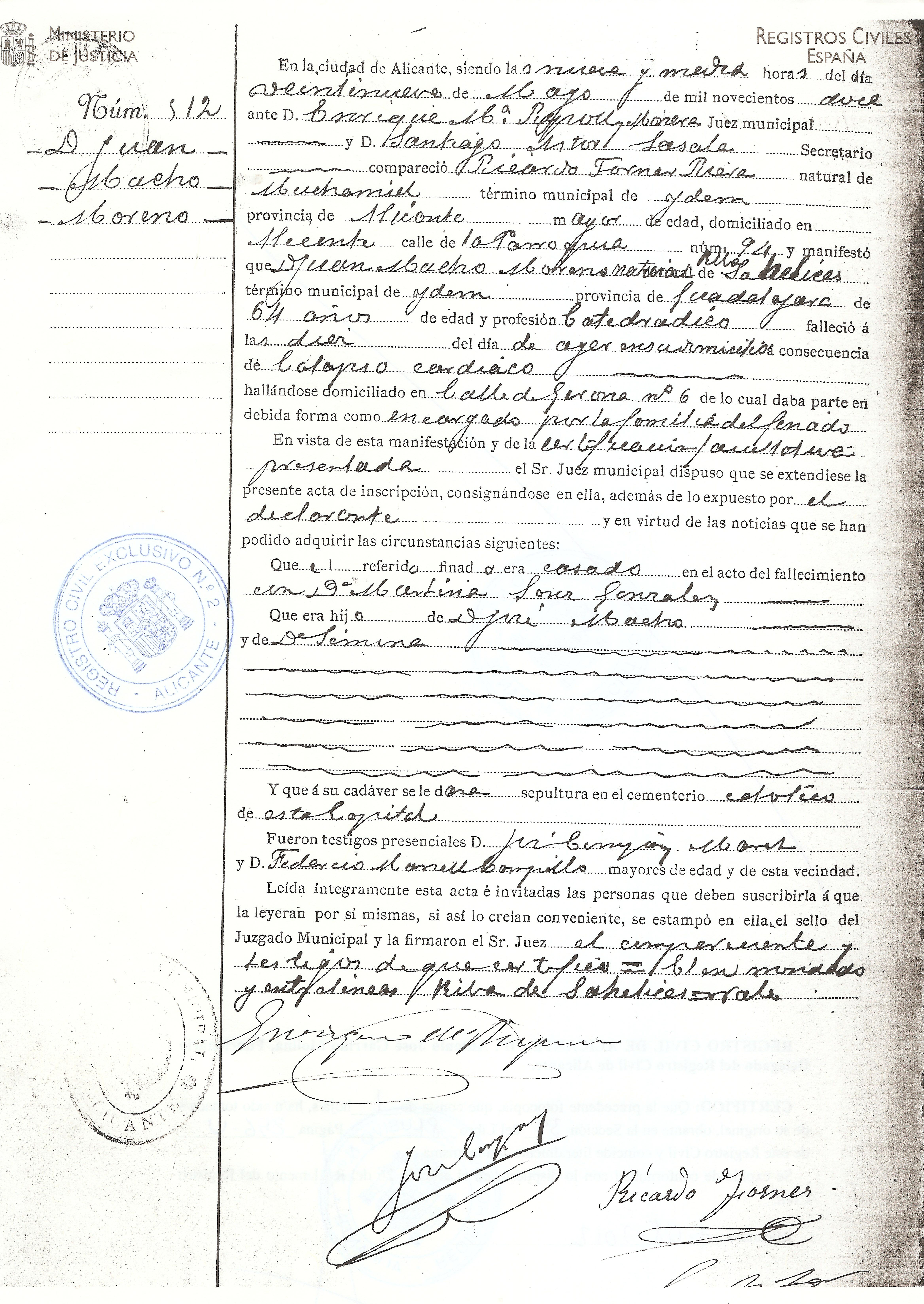
Partida literal de defunción de Macho Moreno

Fallece el 28 de mayo de 1912, después de dolorosa enfermedad, en su domicilio alicantino de la calle Gerona, núm. 6 principal, a las diez horas, a causa de un colapso cardíaco.

## Congresos Nacionales Pedagógicos.
Macho Moreno participa en los Congresos siguientes: Congreso Nacional Pedagógico (Madrid, 1882); Congreso Pedagógico Nacional (Albacete, 1903); Congreso Nacional Pedagógico (Zaragoza, 1908), con el tema "Influencia decisiva en la formación del maestro para los resultados de su transcendental ministerio"; y Congreso de Primera Enseñanza (Barcelona, 1909), con el tema "Autonomía del Magisterio primario. Intervención directa de este en los asuntos del ramo".

## Distinciones.
Su trayectoria profesional es reconocida con los honores de Caballero de Isabel II y Comendador de las Órdenes de Carlos III y de Alfonso XII.

## Publicaciones.

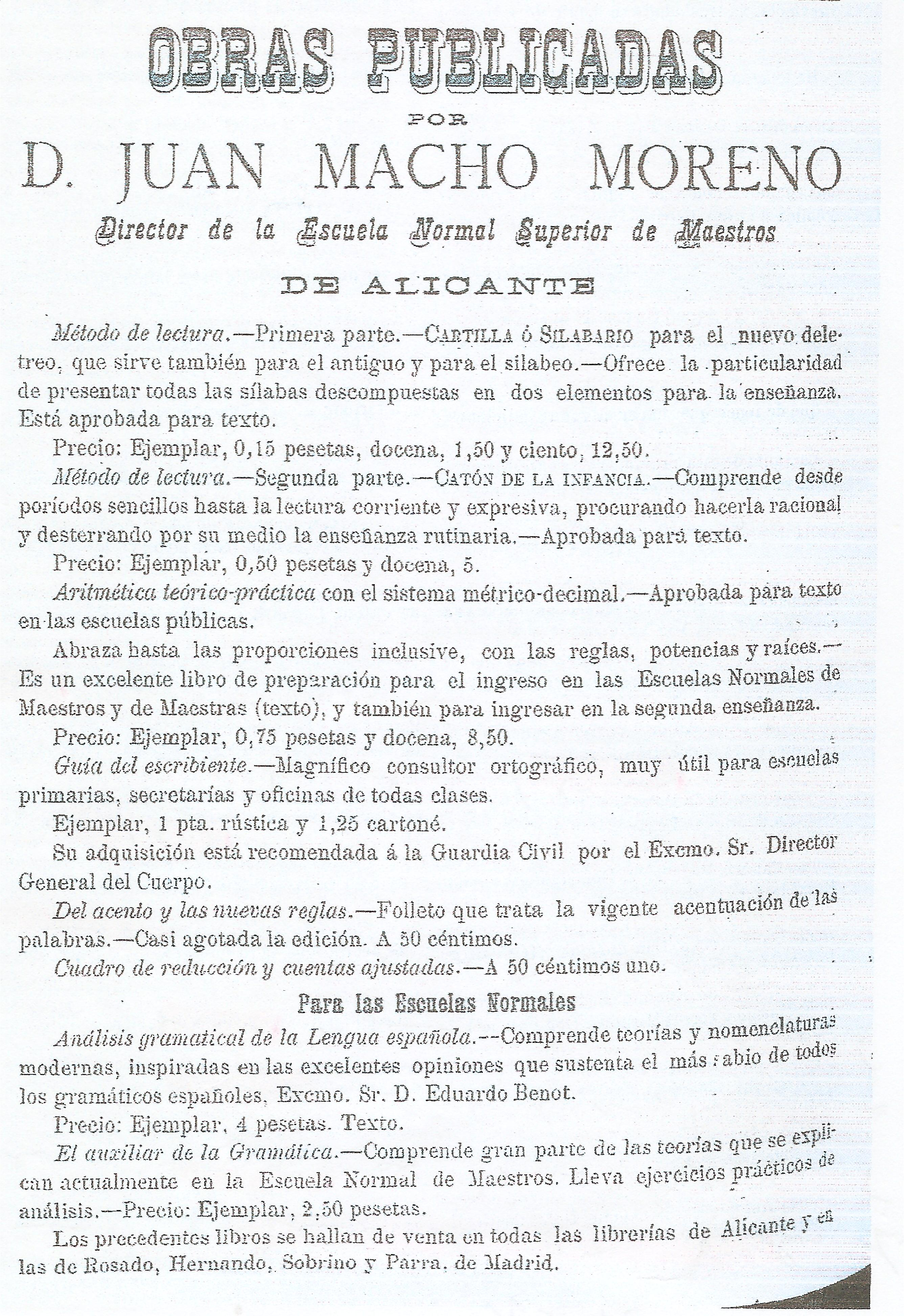
El Campeón del Magisterio (1900)

Macho Moreno publica  los siguientes libros en tres etapas diferentes: en su magisterio en escuelas de primera enseñanza; en su docencia en Puerto Rico; y en su dirección de la Normal de Alicante. A saber:
- Cuadro de reducción y cuentas ajustadas.
- El auxiliar de la Gramática Española.
- Fábulas de Samaniego, edición corregida.
- Nociones generales de Aritmética teórico-práctica con el sistema decimal (1883). Madrid. Tipografía de Montegrifo y Compañía.

"El Consejo de Instrucción Pública, por R.O. de 13 de abril de 1883, tuvo a bien aprobar esta obrita (sic) para que pueda servir de texto en las Escuelas de primera enseñanza, incluyéndola en la lista número 16, núm. 44".
- Del acento y nuevas reglas (1884). Madrid. Librería Editorial de Manuel Rosado.
- Guía del Escribiente o Vocabulario de todas las palabras homófonas de escritura dudosa de la Lengua castellana, con reglas de ortografía (1884). Madrid. Librería Editorial de Manuel Rosado.
- Método de lectura (primera parte). Cartilla (1886). Madrid. Editorial Ubaldo Montegrifo.
- Método de lectura (segunda parte). Catón de la infancia (1886).

Estas dos últimas obras, por R.O. de 12 de mayo de 1888, son declaradas como útiles para que sirvan de texto en las Escuelas de primera enseñanza.
- Apuntes para un curso de legislación de Primera Enseñanza. Puerto Rico. (1891).
- Programa de legislación de Primera Enseñanza (cuarto curso) (1891). Puerto Rico, Imprenta del Boletín Mercantil.
- Programas de oposiciones para proveer las escuelas públicas elementales y auxiliares de niños y niñas (1894). Puerto Rico. Imprenta La Cooparativa.
- Compilación legislativa de Primera Enseñanza de la isla de Puerto Rico (1895). Madrid. Librería de la Viuda de Hernando y Compañía. Primer tomo de la legislación educativa en la isla de Puerto Rico.
- Compilación legislativa de Primera Enseñanza de la isla de Puerto Rico (1896-1898). Madrid. Librería de la Viuda de Hernando y Compañía. Segundo tomo de la legislación educativa en la isla de Puerto Rico.
- Análisis gramatical de la lengua española (1893). Puerto Rico. Tipografía La Correspondencia.
- Memoria Escuela Normal Superior de Maestros de Alicante (1907). Alicante. Imprenta de Antonio Reus.
- Aritmética y geometría (1910). Alicante. Imprenta de Antonio Reus.